# Kvinnliga IK Sport
Le Kvinnliga IK Sport (ou Kvinnliga Idrottsklubben Sport en suédois) est un club omnisports situé à Göteborg en Suède et fondé en 1927.
Il est principalement connu pour sa section de handball féminin qui a remporté le championnat de Suède à 14 reprises en 1951, 1952, 1953, 1954, 1955, 1957, 1958, 1959, 1960, 1961, 1964, 1969, 1971 et 1972.